# Stella di maresciallo

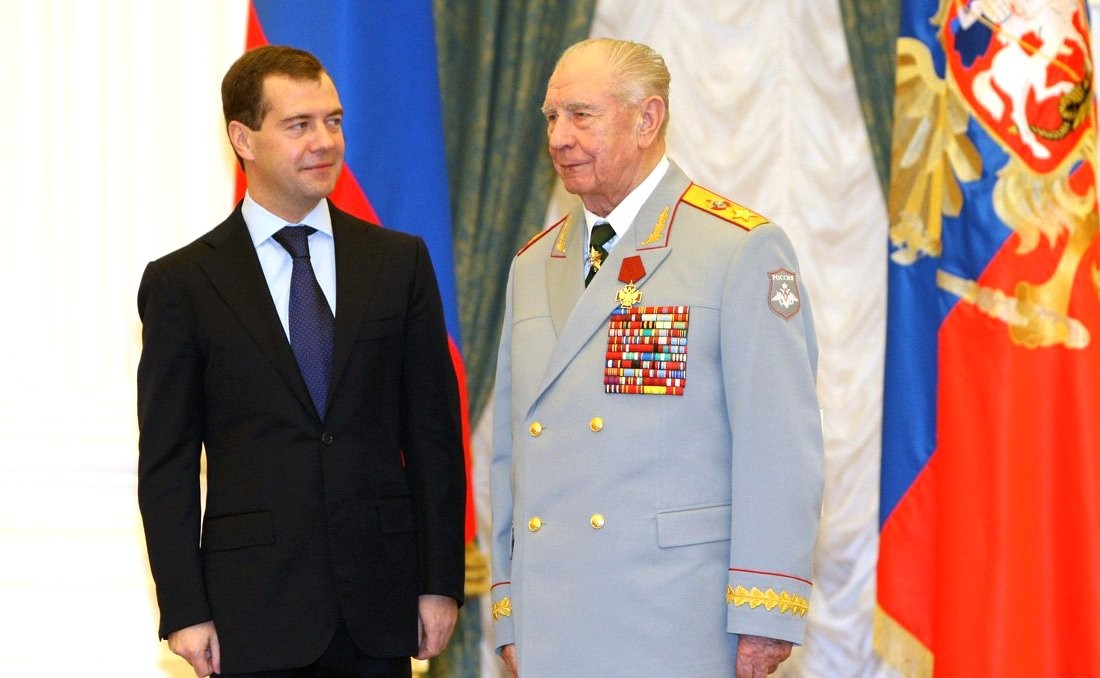
Il maresciallo Jazov con la stella di maresciallo appuntata alla cravatta, con il presidente della Federazione Russa Medvedev

La Stella di maresciallo (russo: маршальская звезда; traslitterato: maršal'skaja zvezda) è stato un distintivo addizionale di grado indossato dai marescialli delle forze armate dell'Unione Sovietica e, successivamente, di quelle della Federazione Russa. La Stella di maresciallo nelle forze armate dell'Unione Sovietica e successivamente nelle forze armate della Federazione Russa aveva forma di una stella a cinque punte di oro e platino con diamanti ed era di due tipi: grande e piccola
La Stella di maresciallo corrisponde nell'uso occidentale al bastone di maresciallo e alla morte del beneficiario veniva restituita per essere riutilizzata.
La Stella di maresciallo veniva assegnata ai marescialli dell 'Unione Sovietica e agli ammiragli della flotta dell'Unione Sovietica. successivamente una stella uguale, ma di dimensioni più piccole venne assegnata ai "marescialli d'Arma" e ai "marescialli capo", agli ammiragli della flotta e ai generali dell'Armata delle forze armate sovietiche

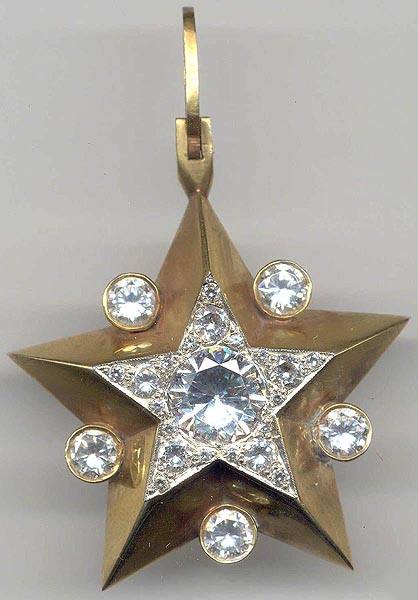
Stella grande di maresciallo

## Stella di maresciallo - Grande
La Stella grande di maresciallo veniva assegnata ai seguenti ufficiali:
- Dal 2 settembre 1940 ai marescialli dell'Unione Sovietica
- Dal 3 marzo 1955 agli ammiraglii della flotta dell'Unione Sovietica
- Dal 1993 al Maresciallo della Federazione Russa

La stella è a cinque punte in oro con raggi diagonali lisci sul lato anteriore. Al centro vi è una stella a cinque punte in platino con diamanti. I diamanti nel centro hanno un peso totale di 2,62 carati e nei raggi ci sono 25 diamanti per un peso totale di 1,25 carati. Tra i bordi dei raggi vi sono 5 diamanti per un peso totale di 3,06 carati. Il diametro della stella d'oro è 44,5 mm mentre la stella di platino ha un diametro di 23 millimetri; la stella ha una profondità di 8 millimetri. 

## Stella di maresciallo - Piccola

### Unione Sovietica
La Stella piccola di maresciallo veniva assegnata ai seguenti ufficiali: :

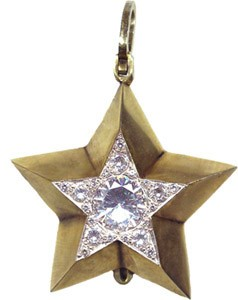
Stella piccola di maresciallo

- Dal 27 febbraio 1943 ai seguenti marescialli d'Arma[3]:
  - Maresciallo dell'artiglieria
  - Maresciallo dell'aviazione
  - Maresciallo delle truppe corazzate
- Dal 20 marzo, 1944 ai seguenti marescialli d'Arma:
  - Maresciallo del corpo delle trasmissioni
  - Maresciallo del Genio
- Dal 5 giugno 1962: ammiraglio della flotta
- Dal 1 novembre 1972: generale dell'esercito

Non essendoci stato un formale decreto sull'uso della stella piccola di maresciallo come distintivo di grado di maresciallo capo rispetto a un maresciallo d'Arma, coloro che venivano promossi da maresciallo d'Arma a maresciallo capo continuavano ad indossare la stella piccola di maresciallo.
La decorazione era una stella d'oro a cinque punte con raggi diedri lisci sul dritto. In cima alla stella d'oro c'era una piccola stella a cinque punte di platino. Nel centro della stella di platino vi era un diamante 2,04 carati. Nei raggi della stella di platino c'erano venticinque diamanti per un totale di 0,91 carati. Il diametro totale della stella d'oro era 42 millimetri e la stella pesava grammi.  In totale sono state prodotte 370 stelle piccole maresciallo. 

### Federazione Russa
Nelle forze armate della Federazione russa la stella piccola di maresciallo è stato il distintivo di grado di generale dell'Armata e di ammiraglio della flotta fino al 21 gennaio 1997.